# Zdeněk Čížek
Zdeněk Čížek (* 31. března 1953 v Prostějově) je bývalý československý fotbalový útočník, později fotbalový záložník.

## Fotbalová kariéra
V československé lize hrál za Třinecké železárny a Sigmu Olomouc. Nastoupil ve 33 ligových utkáních a dal 2 prvoligové branky. Druhou nejvyšší soutěž hrál za Třinec, Sigmu Olomouc a Prostějovské železárny.

## Ligová bilance
| Ročník                                   | Zápasy | Góly | Minuty | Klub                 |
| ---------------------------------------- | ------ | ---- | ------ | -------------------- |
| 1. československá fotbalová liga 1972/73 | 4      | 1    | -      | TJ TŽ Třinec         |
| 1. československá fotbalová liga 1975/76 | 16     | 0    | -      | TJ TŽ Třinec         |
| 1. československá fotbalová liga 1982/83 | 13     | 1    | 894    | TJ Sigma ZTS Olomouc |
| CELKEM                                   | 33     | 2    | -      |                      |